# الجريمة في جزر المالديف

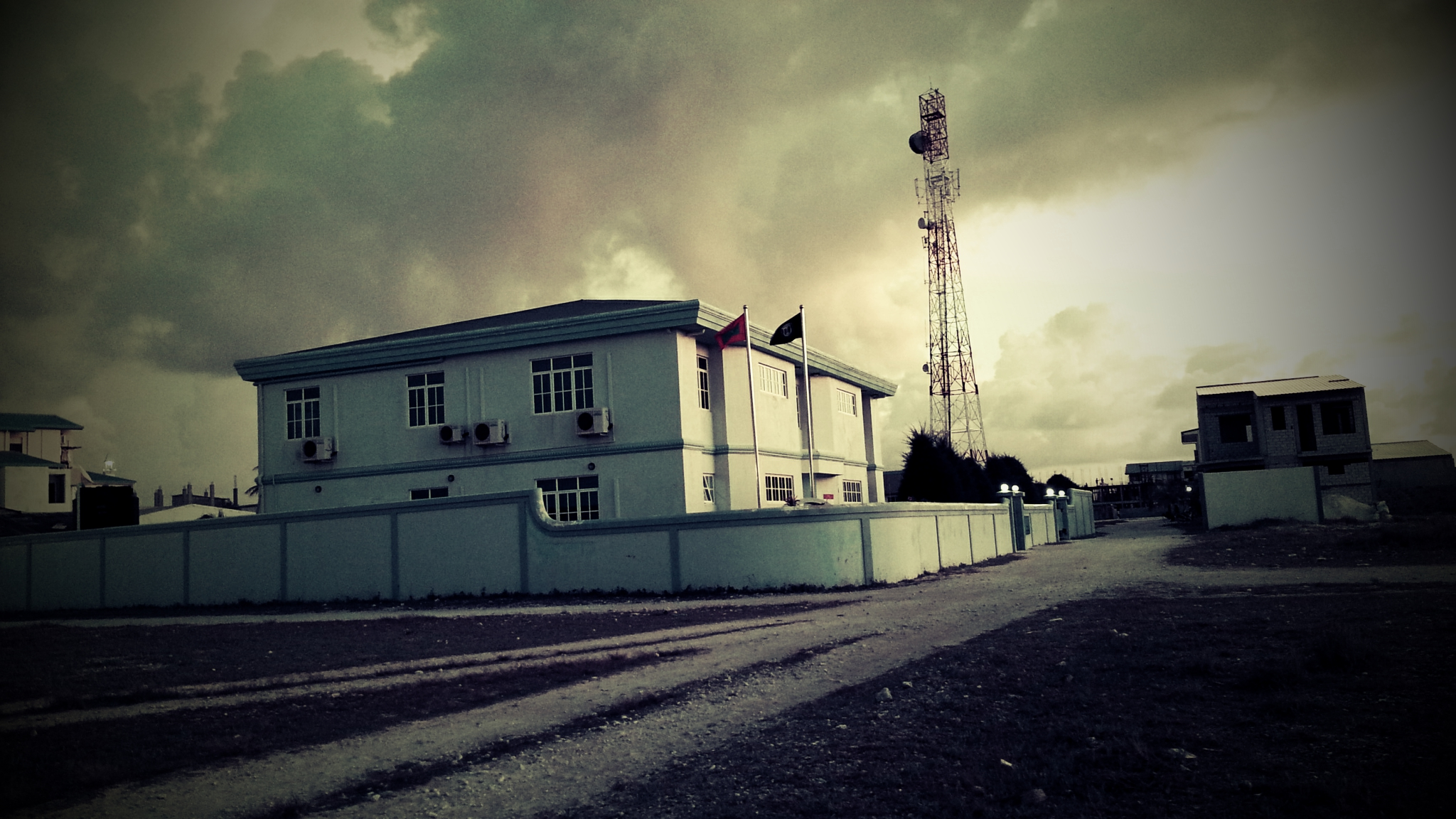
محطة الشرطة في نيفارو

معدل الجرائم في جزر المالديف منخفض. تحدث حوادث سرقة على الشواطئ أو في الفنادق. على الرغم من أن معدل الجريمة في البلاد يعتبر بشكل عام منخفضًا، إلا أنه يتزايد. جنوح الأحداث هو مشكلة متنامية في جزر المالديف. وفقا للبيانات المتاحة من وزارة الدفاع والأمن الوطني هناك زيادة في الجرائم الصغيرة في البلاد. في عام 1992 تم الإبلاغ عن 169 حالة من الجرائم الصغيرة بينما كان العدد 462 في عام 1996. كما زاد عدد الأشخاص المحكوم عليهم الذين تقل أعمارهم عن 19 سنة من 391 في عام 1988 إلى 512 في عام 1998. ويقول بيتر ليلي في كتابه، إن غسيل الأموال في المالديف ليس مشكلة كبيرة. «لقد بلغ تعاطي المخدرات في جزر المالديف مستويات مثيرة للقلق، وحسب العديد من الوزارات والمسؤولين الكبار، تعد الآن أكبر مشكلة تواجهها البلاد». تقرير الهيئة الدولية لمراقبة المخدرات 2006.
تعاطي المخدرات يتزايد في البلاد. تقع جزر المالديف في مكان لا يبعد كثيرا عن أحد مركزي إنتاج الأفيون الرئيسيين غير المشروع في آسيا - المثلث الذهبي الذي يضم ميانمار وتايلاند ولاوس. العديد من السياح يزورون البلاد من مناطق مختلفة من العالم مثل أوروبا والشرق الأوسط وجنوب آسيا وشرق آسيا. هذه العوامل تجعل جزر المالديف ضعيفة كنقطة لشحنات غير مشروعة من العقاقير المخصصة للدول الأخرى. يعتبر تعاطي الهيروين المنتج بطريقة غير قانونية مشكلة واضحة في جزر المالديف جنبا إلى جنب مع دول جنوب آسيا الأخرى مثل بنغلاديش والهند ونيبال وسريلانكا. يعتقد مكتب الأمم المتحدة المعني بالمخدرات والجريمة (UNODC) أن الاتجار بالمخدرات في جزر المالديف هو أحد الآثار الجانبية لتزايد تعرض البلاد للعالم الخارجي كما يرتبط تعاطي المخدرات بزيادة حوادث السرقة والسطو.
تهديد الهجوم الإرهابي أمر مثير للقلق. نصحت وزارة الشؤون الخارجية والتجارة في حكومة أستراليا المسافرين «بتوخي الحذر» بسبب التهديد الشديد للإرهاب. وفقا لوزارة الخارجية وشؤون الكومنولث (FCO)، «يمكن أن تكون الهجمات عشوائية، بما في ذلك في الأماكن التي يرتادها المغتربون».
انخفض معدل القتل الجنائي والاعتداء في جزر المالديف بنسبة 30 ٪ بين السنوات 1997-2002. الجريمة التي تنطوي على الرشوة والاحتيال انخفضت أيضا بنسبة 33 ٪ خلال هذه الفترة. في مؤشر مدركات الفساد لعام 2007، احتلت جزر المالديف المرتبة 84 من بين 179 دولة بسبب الفساد (أقل البلدان فسادا في أعلى القائمة). على مقياس من 0 إلى 10، حيث أن 0 أقلها و10 شفافية، صنف ترانسبارنسي إنترناشونال المالديف 3.3.